# Copa Italia 1975-76
La Copa Italia 1975-76 fue la vigésimo nona edición del torneo. El Napoli salió campeón tras ganarle al Hellas Verona 4-0.

## Primera ronda

### Grupo 1
| Equipo            | Pts | PJ | PG | PE | PP | GF | GC | DG |
| ----------------- | --- | -- | -- | -- | -- | -- | -- | -- |
| 1. Inter          | 8   | 4  | 4  | 0  | 0  | 7  | 0  | +7 |
| 2. Juventus       | 5   | 4  | 2  | 1  | 1  | 9  | 4  | +5 |
| 3. Taranto        | 4   | 4  | 2  | 0  | 2  | 4  | 4  | 0  |
| 4. Ternana        | 2   | 4  | 1  | 0  | 3  | 5  | 10 | -5 |
| 5. Sambenedettese | 1   | 4  | 0  | 1  | 3  | 3  | 10 | -7 |

| 27 de agosto de 1975     |     |                |
| Juventus                 | 2-0 | Taranto        |
| Ternana                  | 0-2 | Inter          |
| 31 de agosto de 1975     |     |                |
| Inter                    | 1-0 | Juventus       |
| Sambenedettese           | 1-3 | Ternana        |
| 7 de septiembre de 1975  |     |                |
| Juventus                 | 5-1 | Ternana        |
| Taranto                  | 2-0 | Sambenedettese |
| 14 de septiembre de 1975 |     |                |
| Inter                    | 3-0 | Sambenedettese |
| Ternana                  | 1-2 | Taranto        |
| 21 de septiembre de 1975 |     |                |
| Sambenedettese           | 2-2 | Juventus       |
| Taranto                  | 0-1 | Inter          |

### Grupo 2
| Equipo      | Pts | PJ | PG | PE | PP | GF | GC | DG |
| ----------- | --- | -- | -- | -- | -- | -- | -- | -- |
| 1. Genoa    | 6   | 4  | 2  | 2  | 0  | 6  | 1  | +5 |
| 2. Como     | 6   | 4  | 2  | 2  | 0  | 4  | 1  | +3 |
| 3. Bologna  | 4   | 4  | 1  | 2  | 1  | 2  | 2  | 0  |
| 4. Atalanta | 2   | 4  | 1  | 0  | 3  | 4  | 7  | -3 |
| 5. Modena   | 2   | 4  | 1  | 0  | 3  | 3  | 8  | -5 |

| 27 de agosto de 1975     |     |          |
| Genoa                    | 0-0 | Bologna  |
| Modena                   | 0-1 | Como     |
| 31 de agosto de 1975     |     |          |
| Atalanta                 | 0-1 | Genoa    |
| Bologna                  | 0-0 | Como     |
| 7 de septiembre de 1975  |     |          |
| Bologna                  | 1-0 | Modena   |
| Como                     | 2-0 | Atalanta |
| 14 de septiembre de 1975 |     |          |
| Como                     | 1-1 | Genoa    |
| Modena                   | 3-2 | Como     |
| 21 de septiembre de 1975 |     |          |
| Atalanta                 | 2-1 | Bologna  |
| Como                     | 4-0 | Modena   |

### Grupo 3
| Equipo      | Pts | PJ | PG | PE | PP | GF | GC | DG |
| ----------- | --- | -- | -- | -- | -- | -- | -- | -- |
| 1. Napoli   | 7   | 4  | 3  | 1  | 0  | 9  | 3  | +6 |
| 2. Cesena   | 7   | 4  | 3  | 1  | 0  | 5  | 1  | +4 |
| 3. Foggia   | 4   | 4  | 2  | 0  | 2  | 7  | 8  | -1 |
| 4. Reggiana | 1   | 4  | 0  | 1  | 3  | 3  | 6  | -3 |
| 5. Palermo  | 1   | 4  | 0  | 1  | 3  | 2  | 8  | -6 |

| 27 de agosto de 1975     |     |          |
| Cesena                   | 0-0 | Napoli   |
| Palermo                  | 1-2 | Foggia   |
| 31 de agosto de 1975     |     |          |
| Foggia                   | 1-2 | Cesena   |
| Napoli                   | 2-1 | Reggiana |
| 7 de septiembre de 1975  |     |          |
| Napoli                   | 4-2 | Foggia   |
| Reggiana                 | 1-1 | Palermo  |
| 14 de septiembre de 1975 |     |          |
| Cesena                   | 2-0 | Palermo  |
| Foggia                   | 2-1 | Reggiana |
| 21 de septiembre de 1975 |     |          |
| Palermo                  | 0-3 | Napoli   |
| Reggiana                 | 0-1 | Cesena   |

### Grupo 4
| Equipo      | Pts | PJ | PG | PE | PP | GF | GC | DG |
| ----------- | --- | -- | -- | -- | -- | -- | -- | -- |
| 1. Lazio    | 6   | 4  | 2  | 2  | 0  | 3  | 0  | +3 |
| 2. Brescia  | 5   | 4  | 1  | 3  | 0  | 2  | 0  | +2 |
| 3. Ascoli   | 5   | 4  | 1  | 3  | 0  | 1  | 0  | +1 |
| 4. Avellino | 2   | 4  | 1  | 0  | 3  | 3  | 5  | -2 |
| 5. Varese   | 2   | 4  | 0  | 2  | 2  | 0  | 4  | -4 |

| 27 de agosto de 1975     |     |          |
| Calcio                   | 0-0 | Lazio    |
| Varese                   | 0-0 | Brescia  |
| 31 de agosto de 1975     |     |          |
| Avellino                 | 0-1 | Ascoli   |
| Lazio                    | 1-0 | Varese   |
| 7 de septiembre de 1975  |     |          |
| Brescia                  | 2-0 | Avellino |
| Varese                   | 0-0 | Ascoli   |
| 14 de septiembre de 1975 |     |          |
| Ascoli                   | 0-0 | Brescia  |
| Lazio                    | 2-0 | Avellino |
| 21 de septiembre de 1975 |     |          |
| Avellino                 | 3-0 | Varese   |
| Brescia                  | 0-0 | Lazio    |

### Grupo 5
| Equipo       | Pts | PJ | PG | PE | PP | GF | GC | DG |
| ------------ | --- | -- | -- | -- | -- | -- | -- | -- |
| 1. Milan     | 7   | 4  | 3  | 1  | 0  | 7  | 2  | +5 |
| 2. Spal      | 5   | 4  | 2  | 1  | 1  | 4  | 2  | +2 |
| 3. Perugia   | 4   | 4  | 1  | 2  | 1  | 5  | 4  | +1 |
| 4. Catanzaro | 3   | 4  | 1  | 1  | 2  | 4  | 7  | -3 |
| 5. Brindisi  | 1   | 4  | 0  | 1  | 3  | 1  | 6  | -5 |

| 27 de agosto de 1975     |     |           |
| Milan                    | 3-1 | Perugia   |
| Spal                     | 1-0 | Brindisi  |
| 31 de agosto de 1975     |     |           |
| Brindisi                 | 0-2 | Milan     |
| Catanzaro                | 0-2 | Spal      |
| 7 de septiembre de 1975  |     |           |
| Milan                    | 1-0 | Spal      |
| Perugia                  | 3-0 | Catanzaro |
| 14 de septiembre de 1975 |     |           |
| Brindisi                 | 1-3 | Catanzaro |
| Spal                     | 1-1 | Perugia   |
| 21 de septiembre de 1975 |     |           |
| Catanzaro                | 1-1 | Milan     |
| Perugia                  | 0-0 | Brindisi  |

### Grupo 6
| Equipo               | Pt |
| -------------------- | -- |
| 1. Sampdoria         | 8  |
| 2. Roma              | 5  |
| 3. Piacenza          | 3  |
| 4. Lanerossi Vicenza | 2  |
| 5. Pescara           | 2  |

| 27 de agosto de 1975     |     |                   |
| Piacenza                 | 0-2 | Sampdoria         |
| Roma                     | 5-1 | Pescara           |
| 31 de agosto de 1975     |     |                   |
| Lanerossi Vicenza        | 2-3 | Piacenza          |
| Sampdoria                | 5-3 | Roma              |
| 7 de septiembre de 1975  |     |                   |
| Pescara                  | 1-1 | Lanerossi Vicenza |
| Roma                     | 2-1 | Piacenza          |
| 14 de septiembre de 1975 |     |                   |
| Piacenza                 | 1-1 | Pescara           |
| Sampdoria                | 3-1 | Lanerossi Vicenza |
| 21 de septiembre de 1975 |     |                   |
| Lanerossi Vicenza        | 0-0 | Roma              |
| Pescara                  | 1-2 | Sampdoria         |

### Grupo 7
| Equipo           | Pt |
| ---------------- | -- |
| 1. Hellas Verona | 7  |
| 2. Torino        | 6  |
| 3. Catania       | 4  |
| 4. Cagliari      | 2  |
| 5. Novara        | 1  |

| 27 de agosto de 1975     |     |               |
| Cagliari                 | 0-0 | Catania       |
| Hellas Verona            | 2-0 | Torino        |
| 31 de agosto de 1975     |     |               |
| Catania                  | 1-0 | Novara        |
| 1 de septiembre de 1975  |     |               |
| Torino                   | 1-0 | Cagliari      |
| 7 de septiembre de 1975  |     |               |
| Novara                   | 1-1 | Cagliari      |
| Hellas Verona            | 0-0 | Catania       |
| 14 de septiembre de 1975 |     |               |
| Cagliari                 | 1-3 | Hellas Verona |
| Torino                   | 2-0 | Novara        |
| 21 de septiembre de 1975 |     |               |
| Catania                  | 1-4 | Torino        |
| Novara                   | 1-2 | Hellas Verona |

## Segunda ronda
La Fiorentina comienza en la segunda ronda por ser el defensor del título.

### Grupo A
| Equipo            | Pt |
| ----------------- | -- |
| 1. Hellas Verona* | 8  |
| 2. Inter          | 8  |
| 3. Lazio          | 7  |
| 4. Genoa          | 1  |

- Mayor diferencia de goles

| 19 de mayo de 1976  |     |               |
| Inter               | 1-0 | Genoa         |
| Hellas Verona       | 3-0 | Lazio         |
| 26 de mayo de 1976  |     |               |
| Genoa               | 0-3 | Lazio         |
| 1 de junio de 1976  |     |               |
| Genoa               | 1-1 | Hellas Verona |
| 9 de junio de 1976  |     |               |
| Lazio               | 1-0 | Inter         |
| Hellas Verona       | 1-0 | Genoa         |
| 13 de junio de 1976 |     |               |
| Inter               | 3-1 | Hellas Verona |
| 16 de junio de 1976 |     |               |
| Genoa               | 1-3 | Inter         |
| Lazio               | 0-0 | Hellas Verona |
| 20 de junio de 1976 |     |               |
| Inter               | 3-2 | Lazio         |
| 26 de junio de 1976 |     |               |
| Lazio               | 1-0 | Genoa         |
| Hellas Verona       | 2-0 | Inter         |

### Grupo B
| Equipo        | Pt |
| ------------- | -- |
| 1. Napoli     | 9  |
| 2. Fiorentina | 7  |
| 3. Milan      | 6  |
| 4. Sampdoria  | 2  |

| 19 de mayo de 1976  |     |               |
| Napoli              | 0-0 | Fiorentina    |
| Sampdoria           | 0-2 | Milan         |
| 9 de junio de 1976  |     |               |
| Milan               | 0-2 | Napoli        |
| Sampdoria           | 3-3 | Fiorentina    |
| 13 de junio de 1976 |     |               |
| Fiorentina          | 2-2 | Milan         |
| Napoli              | 2-1 | Sampdoria     |
| 16 de junio de 1976 |     |               |
| Fiorentina          | 1-1 | Napoli        |
| Milan               | 3-1 | Sampdoria     |
| 13 de junio de 1976 |     |               |
| Inter               | 3-1 | Hellas Verona |
| 20 de junio de 1976 |     |               |
| Fiorentina          | 3-1 | Sampdoria     |
| Napoli              | 2-1 | Milan         |
| 26 de junio de 1976 |     |               |
| Milan               | 1-1 | Fiorentina    |
| Sampdoria           | 2-2 | Napoli        |

## Final
|        | Roma, 29.06.1976 |               |
| ------ | ---------------- | ------------- |
| Napoli | 4 - 0            | Hellas Verona |

Napoli: Carmignani, Bruscolotti, La Palma, Burgnich, Vavassori, Orlandini, Massa, Juliano, Savoldi, Esposito, Braglia.
Entrenador: Delfrati
Verona: Ginulfi, Bachlechner, Sirena, Guidolin (77' Vriz), Catellani, Nanni, Franzot, Mascetti, Luppi (67' Macchi), Moro, Zigoni. Entrenador: Valcareggi
Árbitro: Riccardo Lattanzi
Goles: 75' aut. Ginulfi, 77' Braglia, 79' y 86' Savoldi
|           |
| Campeón   |
| Napoli    |
| 2º título |